# Шмідовка
Шмідо́вка (рос. Шмидовка, ерз. Шмидовка) — присілок у складі Торбеєвського району Мордовії, Росія. Входить до складу Сургодського сільського поселення.
Населення — 40 осіб (2010; 49 у 2002).
Національний склад станом на 2002 рік:
- росіяни — 78 %